# 이토 료마
이토 료마(일본어: 伊藤 稜馬, 1999년 5월 28일~)는 일본의 축구 선수이다.

## 구단 경력
그는 2022년 J3리그의 이와키 FC에 입단했다. 2022년에 J3리그 우승을 차지했다. 2023년 라용 FC로 이적했다.